# 신비와 금비의 도깨비 전래동화 깹
《신비와 금비의 도깨비 전래동화 깹》는 대한민국의 애니메이션으로, 신비아파트의 동화 애니메이션 작품이다. 

## 방송 일시
| 방송 채널 | 방송일                     | 방송 시간 |
| --------- | -------------------------- | --------- |
| KBS1      | 2021년 8월 14일 ~ 9월 11일 | 방송 종료 |

## 제작진
- 책임프로듀서: 박성주
- 프로듀서: 목훈
- 총연출: 맹준재
- 시나리오: 김종민
- 애니메이션 제작: 아트플러스엠
- 감독·콘티: 차정연
- 제작 프로듀서: 유한별
- 디자인: 조수아, 한아름, 조명지
- 애니메이션: 원혜민, 박소현, 신현호
- 편집: Andrew Tan, 이진
- 성우: 신비_ 조현정, 금비_ 양정화, 이현, 정재헌, 홍승효, 이상호, 박시윤, 김다올, 유영, 강새봄, 강성우
- 음악: 이소영
- 더빙: 전소라
- 믹싱: 토키미디어
- 종합편집: 조경익
- 자막디자인: 황은서
- 조연출: 차한결
- 연출: 목훈
- 기획: KBS
- 제작: CJ ENM

## 방영 목록
| 회차  | 제목                         | 방영일(KBS 1TV) |
| ----- | ---------------------------- | --------------- |
| 제1화 | 도깨비 감투방귀쟁이 며느리   | 2021년 8월 14일 |
| 제2화 | 혹부리영감님해님달님         | 2021년 8월 21일 |
| 제3화 | 흥부와 놀부토끼의 간         | 2021년 8월 28일 |
| 제4화 | 도깨비 방망이청개구리        | 2021년 9월 4일  |
| 제5화 | 빨간부채 파란부채개와 고양이 | 2021년 9월 11일 |